# Střítež (Jihlavai járás)
Střítež település Csehországban, a Jihlavai járásban. Střítež Ždírec, Dobronín, Jihlava, Štoky és Měšín településekkel határos. Lakosainak száma 479 fő (2024. január 1.).

## Népesség
A település lakosságának változását az alábbi diagram mutatja:
| Lakosok száma | 950  | 861  | 1010 | 844  | 338  | 332  | 433  | 440  | 457  | 479  |
|               | 1869 | 1890 | 1921 | 1950 | 1980 | 2001 | 2017 | 2019 | 2022 | 2024 |